# 土岐光定
土岐 光定（とき みつさだ）は、鎌倉時代後期の武将。美濃源氏嫡流の土岐氏。土岐光行の五男。

## 略歴
得宗家から妻を迎えるなど光定の時代には土岐氏が美濃の有力御家人へと成長していたことが見て取れる。また、光定は美濃国内の本領のみならず伊予国に地頭職を得ていたといわれ、任地に下って所領の経営にあたったとされる。
『吾妻鏡』建長2年（1250年）3月1日条に「土岐左衛門跡」が閑院殿の造営に関し築地3本を寄進したことが見えることから、これが左衛門尉光行の跡を継いだ光定の初見とみられる。
讃岐十郎なる悪党を追捕した功により隠岐守に任ぜられたという。
『仏徳禅師語録』には光定三十三回忌の香語に「攘却巨寇」とあり、文永・弘安の役で戦功を挙げたとされている。
晩年は出家し定光（ていこう）と称した。弘安年間（1278年 - 1288年）に死去したとみられる。没年は弘安4年（1281年）とされることがあるが、前述三十三回忌香語に仏国祖師（高峰顕日）の遺骨を納めたとの記述があることから、三十三回忌は正和5年（1316年）の高峰顕日の没後であるとみて、弘安7年（1284年）以降とみる説がある。

## 系譜
- 父：土岐光行
- 母：東胤頼の娘[5]
- 室：覚曇大師 - 『尊卑分脈』は頼貞の母を「平貞時女、定頼同女」とするが、北条貞時は頼貞と同年の生まれのため誤記とみて北条政村の娘とする説がある[5]。愚渓寺本『明叔録』に応長元年（1311年）に一山一寧が作った肖像賛が収録されており、73歳没とある[8]。没年は確定できないが、応長元年の1年ほど前に亡くなった可能性がある[5]。
  - 蜂屋定親
  - 土岐頼貞
  - 舟木頼重
- 室：不詳
  - 隠岐国時
  - 隠岐胤国